# ۱۸ اسفند
۱۸ اسفند سیصد و پنجاه و چهارمین روز از سال در گاه‌شماری خورشیدی است. به پایان سال ۱۱ روز (۱۲ روز در سال کبیسه) مانده‌است.

## رویدادها
- ۵۵۱ (میلادی) - ساخت تالار جدیدی در کاخ سفید (تیسفون) که به نام طاق کسری شهرت یافت، به پایان رسید[۱]
- ۱۲۹۶ - گروهی از مردم تهران در میدان توپخانه اجتماع کردند و بر ضد انگستان و قرارداد سن پترزبورگ شعار دادند[۲]
- ۱۱۱۴ - نادرشاه افشار تاج‌گذاری کرد[۳]
- ۱۳۸۷ - ثبت رسمی قلعه صمصام‌السلطنه به عنوان یکی از آثار ملی ایران
- ۱۳۹۶ - حمله ۱۸ اسفند ۱۳۹۶ به سفارت ایران در لندن

## مناسبت‌ها
- روز ملی بوشهر

## زادروزها
- ۱۳۳۰ - سید محمد بهشتی شیرازی، مدیر فرهنگی
- ۱۳۳۶ - سعید سیاح طاهری، فعال فرهنگی و اجتماعی
- ۱۳۳۸ - لیلی افشار، نوازنده گیتار کلاسیک
- ۱۳۷۰ - علی گودرزی، فوتبالیست

## درگذشت‌ها
- ۱۳۸۹ - ایرج افشار، نویسنده
- ۱۳۸۹ - غنی بلوریان، از بنیان‌گذاران و رهبران حزب دموکرات کردستان (حدک)
- ۱۳۹۰ - سیمین دانشور، نویسنده، شاعر، مترجم و همسر جلال آل‌احمد (زاده ۸ اردیبهشت ۱۳۰۰)[۴]
- ۱۴۰۱ - حسن غفوری‌فرد، یکی از اعضای حزب مؤتلفه اسلامی و سیاستمدار